# Georges Monca
Georges Jean-Baptiste Monca, né le 23 octobre 1867 à Sèvres et mort le 26 décembre 1939 dans le 15e arrondissement de Paris est un acteur, scénariste et réalisateur français.

## Biographie
Entre 1908 et 1920, Georges Jean-Baptiste Monca a réalisé plus de 300 films pour Pathé. Il a tourné beaucoup de films comiques, collaborant notamment aux séries des Boireau avec André Deed et des Rigadin avec Charles Prince.
Max Linder, Bach, Maurice Chevalier ou Mistinguett ont débuté au cinéma sous sa direction.

## Filmographie

### Comme acteur
- 1908 : Le Roman d'un malheureux de Lucien Nonguet
- 1908 : Victime de sa probité de Lucien Nonguet
- 1908 : Riquet à la houppe d'Albert Capellani : Le roi
- 1910 : Les Débuts de Max au cinéma (dans son propre rôle) de Louis Gasnier et Max Linder
- 1916 : Le Sourire de Rigadin de Georges Monca

### Comme scénariste
- 1910 : Les Timidités de Rigadin de Georges Monca
- 1913 : Le Contrôleur des wagons-lits de Charles Prince
- 1913 : Le Bon Juge de Charles Prince
- 1913 : Monsieur le directeur de Charles Prince
- 1913 : Trois femmes pour un mari de Charles Prince
- 1915 : En famille
- 1915 : Le Malheur qui passe
- 1916 : La Mariée récalcitrante de Charles Prince
- 1917 : La Proie
- 1918 : No 30 série 10 de Georges Monca et Charles Prince
- 1919 : Madame et son filleul
- 1919 : Perdue
- 1920 : Chouquette et son as
- 1920 : Prince embêté par Rigadin (Prince embêté)
- 1920 : Les Femmes collantes de Georges Monca et Charles Prince
- 1921 : Le Meurtrier de Théodore
- 1922 : Le Sang des Finoël
- 1932 : Le Billet de logement de Charles-Félix Tavano

### Comme réalisateur

#### Années 1890
- 1897 : Un drame dans la montagne

#### Années 1900
- 1907 : La Jolie Dactylographe
- 1907 : Les Apprentissages de Boireau
- 1908 : Un monsieur qui suit les dames
- 1908 : Une douzaine d'œufs frais
- 1908 : Un cœur trop enflammable (Boireau - Un cœur trop enflammable)
- 1908 : Les Semelles de caoutchouc (Boireau - Les Semelles de caoutchouc)
- 1908 : Le Roman d'un gueux
- 1908 : Le Manuel du parfait gentleman
- 1908 : L'Homme-singe (Boireau - L'homme-singe)
- 1908 : Fritt et Plock détectives
- 1908 : Les Deux Modèles
- 1908 : Deux Vieux Amis de collège (Boireau - Deux Vieux Amis de collège)
- 1908 : Le Consentement forcé (ou Boireau - Consentement forcé)
- 1908 : Boireau a mangé de l'ail
- 1908 : À cache-cache
- 1908 : L'Armoire normande (coréalisation Louis Gasnier)
- 1909 : Rigadin
- 1909 : Rigadin et la Jolie Manucure (La Jolie Manucure)
- 1909 : Jim Blackwood jockey
- 1909 : Le Foulard merveilleux (ou Boireau - Le Foulard merveilleux) (coréalisation Albert Capellani)
- 1909 : La Dot d'Herminie
- 1909 : Deux fiancés à l'épreuve
- 1909 : Le Mariage d'un gueux
- 1909 : Le Concert de Théodore
- 1909 : Le Chapeau-claque
- 1909 : Ce que femme veut
- 1909 : Le Bonhomme de neige
- 1909 : Le Baromètre de la fidélité
- 1909 : Le Sacrifice du gueux
- 1909 : Le Dîner du 9
- 1909 : Rigadin va dans le grand monde
- 1909 : La Journée d'un billet de banque de cent francs (Histoire d'un billet de banque)
- 1909 : Jim et Willy veulent se marier (ou Jim et Willy à Paris)
- 1909 : Le Chien de Montargis
- 1909 : Le Roman d'une bottine et d'un escarpin
- 1909 : La Maison sans enfant
- 1909 : Le Maître d'école
- 1909 : Ce bon docteur
- 1909 : Femme de chambre improvisée
- 1909 : Les Deux Cambrioleurs
- 1909 : Elle est partie

#### Années 1910

##### 1910
- 1910 : Un commis trop entreprenant
- 1910 : Les Yeux qui changent
- 1910 : La Vengeance de Jean Le Loup
- 1910 : Rigadin n'est pas sage
- 1910 : Rigadin et l'Empereur (Rigadin face à Napoléon)
- 1915 : Rigadin et Miss Margaret (Rigadin et Miss Marguett)
- 1910 : Les Caprices de Marion
- 1910 : Le Noël du peintre
- 1910 : Le Premier Duel de Rigadin
- 1910 : Mimi Pinson (Miss Pinson)
- 1910 : Le Legs ridicule
- 1910 : Rigadin cherche un engagement (ou L'engagement de Rigadin)
- 1910 : Le Reflet du vol (ou L'Empreinte)
- 1910 : Le Berceau vide
- 1910 : Grandeur et Décadence
- 1910 : Le Système du docteur Tranchelard
- 1910 : Une femme tenace
- 1910 : Mannequin par amour
- 1910 : Une nuit de noces au village
- 1910 : La Cigale et la Fourmi
- 1910 : La Grève des forgerons
- 1910 : Le Clown et le Pacha neurasthénique (ou Le Pacha neurasthénique)
- 1910 : Rigadin a un sosie (Rigadin et son Sosie)
- 1910 : Les Timidités de Rigadin
- 1910 : Le Soulier trop petit
- 1910 : Rigadin prend le train de 5 h 55
- 1910 : Rigadin veut dormir tranquille
- 1910 : Les Cerises
- 1910 : Académicien et Vagabond
- 1910 : Les Deux Orphelines
- 1910 : Rigadin a l'œil fascinateur
- 1910 : Le Jupon de la voisine ou Le Monsieur au pourboire
- 1910 : Rigadin est trop beau
- 1910 : La Libératrice
- 1910 : La Fortune de Rigadin
- 1910 : Rigadin rapin
- 1910 : Un dîner perdu

##### 1911

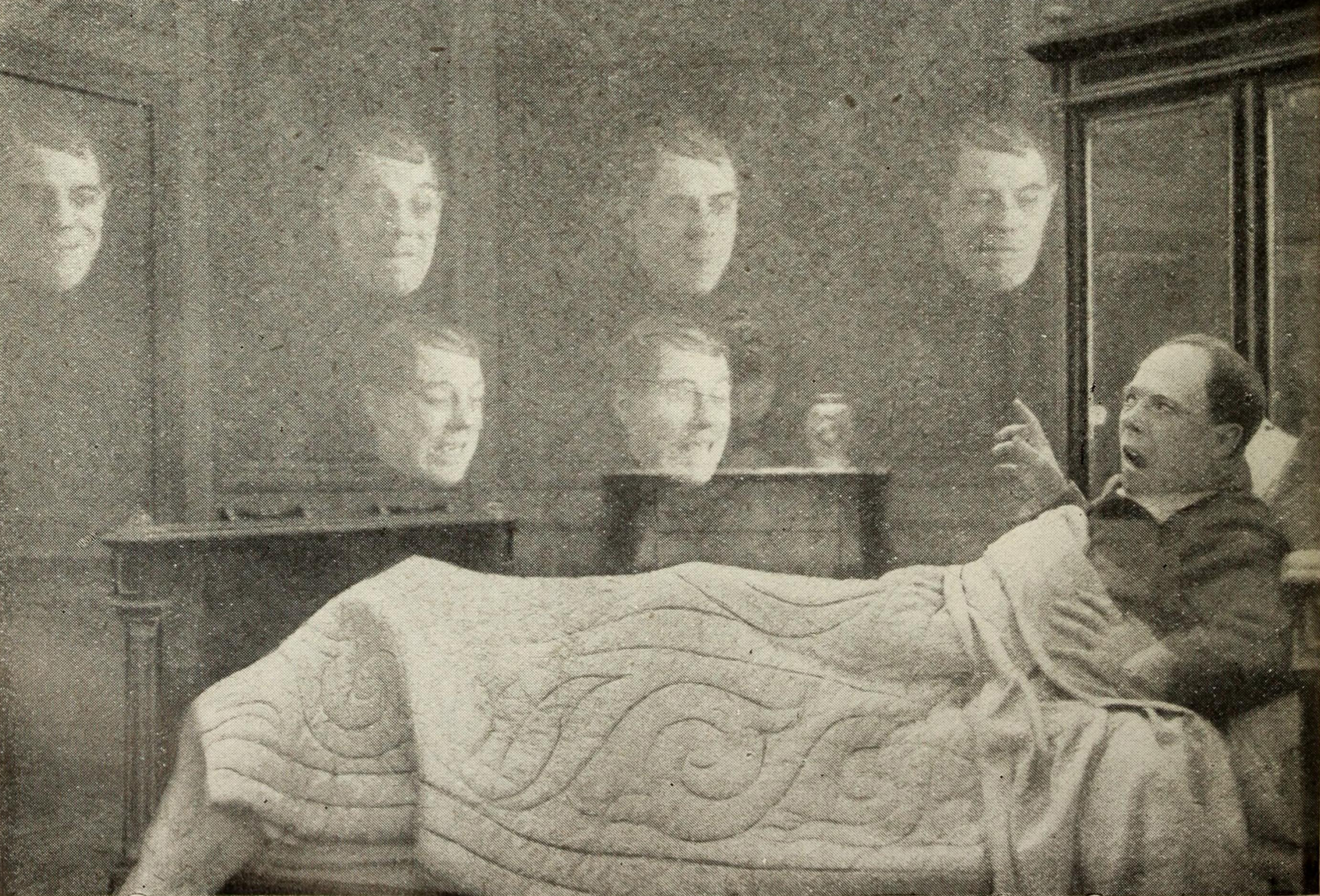
Photogramme du film Les Terreurs de Rigadin (1911) de Georges Monca avec Charles Prince.

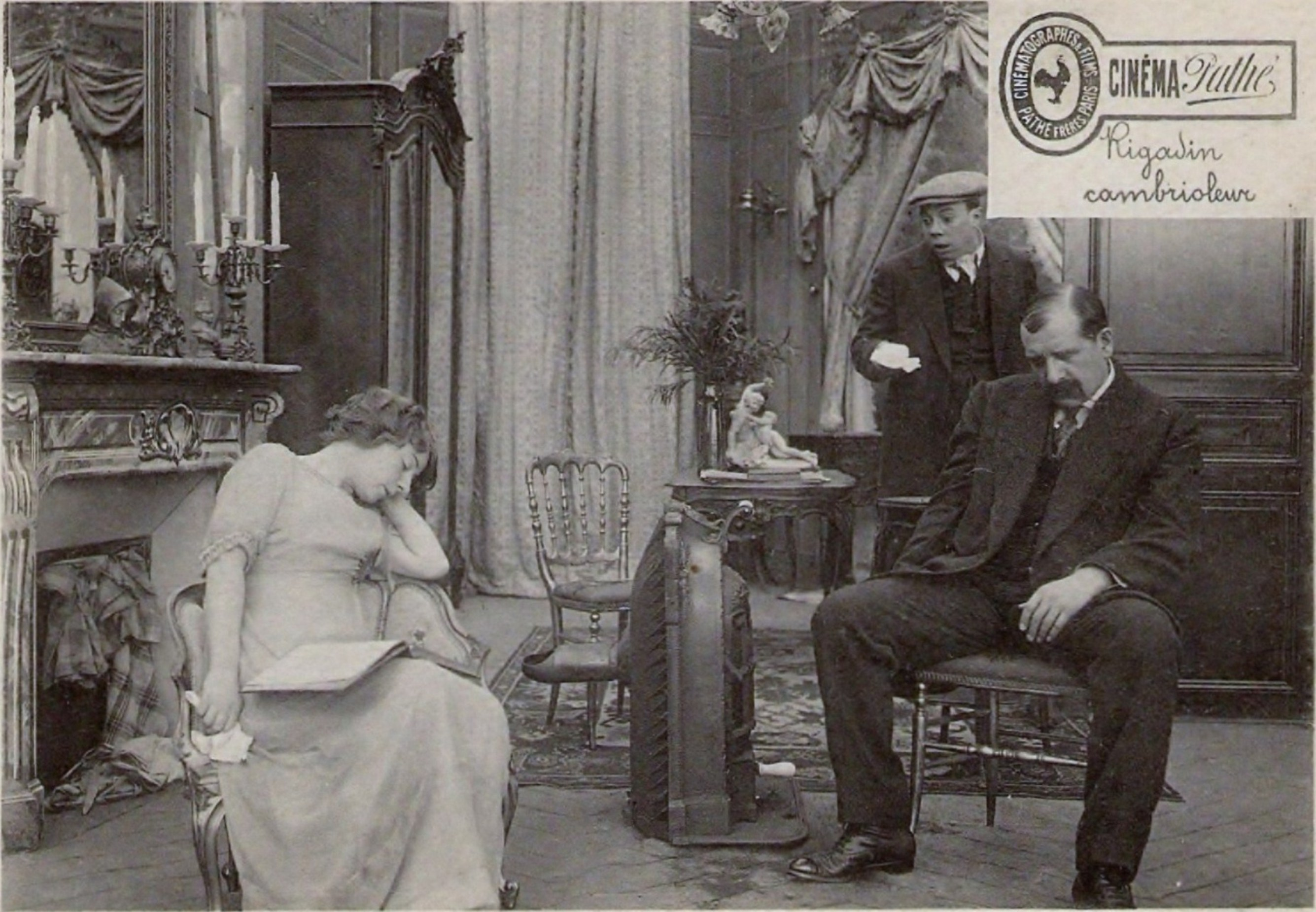
Photogramme du film Rigadin cambrioleur (1911) de Georges Monca avec Charles Prince, Amélie Diéterle et Armand Lurville.

- 1911 : J'ai perdu ma manche (Rigadin perd sa manche)
- 1911 : Le cœur pardonne (L'Amour qui aime)
- 1911 : L'Élixir de jouvence (Rigadin veut rajeunir)
- 1911 : Le Voyageur inconnu
- 1911 : Rigadin et ses fils
- 1911 : Amoureux de sa voisine (Rigadin amoureux de sa voisine)
- 1911 : L'Héritage manqué (Rigadin hérite)
- 1911 : Lâché par sa femme (Monsieur et Madame boudent)
- 1911 : L'Ombrelle
- 1911 : Rigadin tzigane
- 1911 : Un glorieux sauvetage
- 1911 : La Nourrice sèche (Rigadin nourrice sèche)
- 1911 : Rigadin a l'âme sensible
- 1911 : Rigadin a perdu son monocle
- 1911 : La Doctoresse (Rigadin et la Doctoresse)
- 1911 : Rigadin pêche à la ligne (Rigadin apprend à pêcher)
- 1911 : Rigadin est un galant homme
- 1911 : Le Truc de Rigadin
- 1911 : Rigadin, cousin du ministre
- 1911 : Le Meilleur Ami de Rigadin
- 1911 : Rigadin ne sortira pas (Rigadin ne peut pas sortir)
- 1911 : Le Mariage aux épingles
- 1911 : L'Art de payer ses dettes
- 1911 : Le Savetier et le Financier
- 1911 : Le Secret du passé
- 1911 : Rigadin, votre femme vous trompe
- 1911 : Rigadin veut mourir
- 1911 : Rigadin fait de la contrebande
- 1911 : Rigadin n'aime pas le vendredi 13 (ou Rigadin n'a pas de chance)
- 1911 : Rigadin se trompe de fiancée
- 1911 : Rigadin est hypnotisé
- 1911 : Rigadin cambrioleur
- 1911 : Le Bon roi Dagobert
- 1911 : Barbe grise
- 1911 : Le Grand-père (L'Art d'être grand-père)
- 1911 : Rigadin veut se faire arrêter
- 1911 : L'Inespérée Conquête
- 1911 : L'Héritage de l'oncle Rigadin
- 1911 : Boubouroche
- 1911 : Les Aventures de John Ping
- 1911 : Vingt Marches de trop
- 1911 : Le Feu au couvent (coréalisé avec Gaston Benoît)
- 1911 : Les Terreurs de Rigadin
- 1911 : Les Petits désobéissants (Les Enfants désobéissants)
- 1911 : Rigadin aime la vie de famille
- 1911 : Le Louis d'or
- 1911 : Le Nez de Rigadin
- 1911 : Pour parier aux courses (ou Un Heureux Tuyau)
- 1911 : Le Médecin de service (Rigadin remplace le médecin de service)
- 1911 : Les Mains vengeresses
- 1911 : La Cabotine
- 1911 : La Suggestion du baiser (ou L'Envie d'embrasser)
- 1911 : Les Trois Amis
- 1911 : L'Agence Alice ou la Sécurité des ménages
- 1911 : Un début au music-hall (Rigadin au music-hall ou Rigadin débute au music-hall)

##### 1912
- 1912 : Rigadin pharmacien
- 1912 : Rigadin poète
- 1912 : Les Maladresses de Rigadin
- 1912 : Rigadin est un voleur
- 1912 : Rigadin se marie
- 1912 : La Fille des chiffonniers
- 1912 : Rigadin et la Tante à héritage
- 1912 : Rigadin, garçon de banque
- 1912 : Rigadin et la Baguette magique
- 1912 : Rigadin nègre malgré lui (ou Rigadin nègre)
- 1912 : Rigadin avale son ocarina
- 1912 : Rigadin défenseur de la vertu
- 1912 : Rigadin rosière
- 1912 : La Vocation de Lolo
- 1912 : Rigadin est un fameux escrimeur
- 1912 : Rigadin explorateur
- 1912 : Rigadin a tué son frère
- 1912 : Rigadin cuisinier malgré lui
- 1912 : Rigadin et la Divorcée récalcitrante
- 1912 : Les Conquêtes de Rigadin
- 1912 : Le Lys dans la mansarde (co-réalisé avec René Leprince)
- 1912 : Rigadin domestique
- 1912 : Le Ménage de Rigadin
- 1912 : La Jeunesse de Rigadin
- 1912 : Rigadin a un bon certificat
- 1912 : Rigadin rat d'hôtel
- 1912 : Le Portrait de Rigadin
- 1912 : Les Surprises du divorce
- 1912 : Rigadin est décoré
- 1912 : Un nouvel exploit de Rigadin
- 1912 : Rigadin riche, Rigadin pauvre
- 1912 : Rigadin peintre cubiste
- 1912 : La Valse renversante (Les Danseurs obsédants)
- 1912 : Rigadin n'est pas bon pour les animaux
- 1912 : Bal costumé
- 1912 : Rigadin au matrimonial club
- 1912 : La Garçonnière de Rigadin
- 1912 : Le Coup de foudre
- 1912 : Rigadin ténor
- 1912 : Une bougie récalcitrante
- 1912 : Rigadin ne veut pas se faire photographier
- 1912 : Rigadin receleur malgré lui
- 1912 : La Femme du barbier
- 1912 : Rigadin entre deux flammes
- 1912 : Rigadin et la Poudre d'amour
- 1912 : Rigadin mange à bon compte
- 1912 : Rigadin et le Chien de la baronne
- 1912 : Rigadin et la Lettre anonyme
- 1912 : Les Perruques de Rigadin
- 1912 : Comment Rigadin fait les commissions
- 1912 : Rigadin aux Balkans
- 1912 : Rigadin sergent de ville (Brigadin sergent de ville)
- 1912 : Conférence sur l'alcoolisme par Rigadin
- 1912 : Rigadin manchot
- 1912 : Le Petit Chose
- 1912 : Rigadin marchand de gants

##### 1913
- 1913 : Rigadin père nourricier
- 1913 : Rigadin président de la République
- 1913 : Le Petit Jacques
- 1913 : Rigadin est un galant commissaire de police
- 1913 : Rigadin veut faire du cinéma
- 1913 : Rigadin et la Petite Moulinet
- 1913 : Le Cauchemar de Rigadin
- 1913 : Rigadin cherche une place
- 1913 : Rigadin trahi par un baiser
- 1913 : Idylle romaine
- 1913 : Rigadin pris à son piège
- 1913 : Rigadin flirte et sa femme fait la même chose
- 1913 : Rigadin au téléphone
- 1913 : Rigadin marchand de marrons
- 1913 : Le Feu vengeur
- 1913 : Les Cendres de Rigadin
- 1913 : La Natte de Rigadin
- 1913 : Rigadin est malade
- 1913 : Rigadin dompte sa belle-mère (ou La Belle-mère de Rigadin)
- 1913 : Rigadin, dégustateur en vins
- 1913 : Rigadin ressemble au ministre
- 1913 : Rigadin Napoléon
- 1913 : Sur le balcon de Rigadin
- 1913 : Rigadin ne fait rien comme tout le monde
- 1913 : Rigadin fait un riche mariage
- 1913 : Le Roi Koko
- 1913 : Rigadin est mal conseillé

##### 1914
- 1914 : Sans famille
- 1914 : Vénus enlevée par Rigadin
- 1914 : Rigadin reçoit deux jeunes mariés
- 1914 : Rigadin et la Fourmilière
- 1914 : La Femme à papa
- 1914 : Rigadin Cendrillon
- 1914 : Rigadin victime de l'amour
- 1914 : La Culotte de Rigadin
- 1914 : Rigadin candidat député
- 1914 : La Famille Boléro
- 1914 : La Rançon de Rigadin
- 1914 : Rigadin et la Caissière
- 1914 : Rigadin tireur masqué
- 1914 : Rigadin mauvais ouvrier
- 1914 : Sherlock Holmes roulé par Rigadin
- 1914 : Rigadin et l'Homme qu'il assassina
- 1914 : Rigadin a mal aux dents
- 1914 : Madame Rigadin, modiste
- 1914 : Rigadin trouve un bouton

##### 1915
- 1915 : En famille
- 1915 : La Goualeuse
- 1915 : Le Divorce de Rigadin
- 1915 : Rigadin a la goutte
- 1915 : L'Auréole de la gloire
- 1915 : Le Trophée de Rigadin
- 1915 : Rigadin, prix de beauté
- 1915 : Rigadin et Miss Margaret (Rigadin et Miss Marguett)
- 1915 : Rigadin coiffeur pour dames
- 1915 : Rigadin est jaloux
- 1915 : Rigadin et la Lettre compromettante
- 1915 : Le Bon Oncle
- 1915 : Comment Rigadin se fait aimer
- 1915 : Rigadin bandit
- 1915 : Rigadin et la Jolie Manucure
- 1915 : Rigadin célibataire
- 1915 : Rigadin, homme des bois
- 1915 : Rigadin n'est pas un espion
- 1915 : Rigadin guérit la neurasthénie
- 1915 : Mon oncle n'épousera pas ma sœur
- 1915 : Le Roman de Rigadin (À moi les femmes)
- 1915 : Le Champagne de Rigadin
- 1915 : Le Malheur qui passe
- 1915 : Un mariage à la baïonnette
- 1915 : Les Cousines de Rigadin
- 1915 : Je me retire chez mon gendre
- 1915 : Les Fiancés héroïques

##### 1916
- 1916 : Le Cadeau de Rigadin
- 1916 : Rigadin aime la musique
- 1916 : La Main dans le sac
- 1916 : Rigadin a les pieds sensibles
- 1916 : L'Or de Rigadin
- 1916 : La Folie de Rigadin
- 1916 : Rigadin n'aime plus le cinéma
- 1916 : Rigadin, méfie-toi des femmes
- 1916 : La Voisine de Rigadin
- 1916 : Vengez-moi mon gendre
- 1916 : Rigadin l'échappe belle
- 1916 : J'épouse la sœur de ma veuve (Rigadin épouse la sœur de sa veuve )
- 1916 : Rigadin avance l'heure
- 1916 : La Porte-veine
- 1916 : Rigadin cherche l'âme sœur
- 1916 : Le Mot de l'énigme
- 1916 : La Servante de Rigadin
- 1916 : Le Désespoir de Rigadin
- 1916 : Rigadin et les Deux dactylos
- 1916 : Une erreur de Rigadin
- 1916 : Rigadin veut placer son drame
- 1916 : Zyte
- 1916 : Le Sourire de Rigadin
- 1916 : La Mariée récalcitrante
- 1916 : La Perle de Rigadin
- 1916 : Rigadin professeur de danse
- 1916 : L'Anniversaire
- 1916 : La Mort du duc d'Enghien

##### 1917
- 1917 : La Veine d'Anatole
- 1917 : Ferdinand le noceur
- 1917 : Comment Rigadin se tire d'affaire
- 1917 : L'Héritage de Rigadin
- 1917 : Le Toutou de la danseuse
- 1917 : Rigadin marié malgré lui
- 1917 : La Proie
- 1917 : Le Périscope de Rigadin
- 1917 : Forfait-dur
- 1917 : Pour épouser Gaby
- 1917 : Rigadin persécuté par Octavie
- 1917 : La Chanson du feu
- 1917 : Le Serment d'Anatole
- 1917 : Les Millions de Rigadin
- 1917 : Prête-moi ton habit
- 1917 : Une nuit tragique de Rigadin
- 1917 : Les Feuilles tombent
- 1917 : Les Deux Rigadin
- 1917 : Le Fluide de Rigadin
- 1917 : Les Deux Jaloux
- 1917 : La Villa Rigadin
- 1917 : La Marmite norvégienne
- 1917 : Rigadin et la Marquise de Pompadour
- 1917 : Ce veinard de Rigadin
- 1917 : La Bonne hôtesse

##### 1918
- 1918 : L'Épervier de Rigadin
- 1918 : Chez la modiste (Rigadin chez la modiste)
- 1918 : Rigadin a fait un riche mariage
- 1918 : La Main d'Annette
- 1918 : Les Leçons de chant de Rigadin
- 1918 : Un pneumatique urgent
- 1918 : La Route du devoir
- 1918 : Rigadin aimé de sa dactylo
- 1918 : La Chambre de la bonne
- 1918 : La Verrue de Rigadin
- 1918 : Numéro 30, série 10
- 1918 : La Femme de Rigadin
- 1918 : Rigadin est enragé
- 1918 : Le Boudoir japonais
- 1918 : Le Cœur de Rigadin
- 1918 : Sonate inachevée
- 1918 : Lorsqu'une femme veut

##### 1919
- 1919 : La Vengeance de Rigadin
- 1919 : Rigadin et le Code de l'honneur
- 1919 : Madame et son filleul
- 1919 : Rigadin dans les Alpes
- 1919 : Perdue
- 1919 : Gribouille a mangé du cheval
- 1919 : Deux coqs vivaient en paix

#### Années 1920
- 1920 : Chouquette et son as
- 1920 : Prince embêté par Rigadin (Prince embêté)
- 1920 : Les Femmes collantes
- 1921 : Le Meurtrier de Théodore
- 1921 : Chalumeau serrurier par amour
- 1921 : Chantelouve
- 1922 : Le Sang des Finoël
- 1922 : Judith
- 1922 : Esclave
- 1923 : Romain Kalbris
- 1923 : Lucile
- 1924 : L'Ironie du sort
- 1924 : La Double existence de Lord Samsey
- 1924 : Altemer le cynique
- 1925 : Sans famille
- 1925 : Cheveux blancs, boucles blondes (Autour d'un berceau)
- 1926 : Le Chemineau
- 1927 : Miss Helyett
- 1928 : Les Fourchambault

#### Années 1930
- 1931 : La Chanson du lin
- 1933 : La Roche aux mouettes
- 1935 : Une nuit de noces
- 1936 : Trois Jours de perm'
- 1937 : Le Choc en retour